# Приапизъм
Приапизмът е състояние на постоянна ерекция, дори и при липса на психологическа и физическа стимулация. Пенисът не може да се върне в отпуснато състояние, което често е болезнено и е потенциално опасно за здравето. Макар механизмите на действие в такъв случай да са слабо изследвани, изтъкват се комплексни неврологични и сърдечно-съдови причини за това състояние. Евентуалните усложнения включват исхемия, съсирване на кръвта събрана в пениса (тромбоза) и увреждане на кръвоносните съдове в пениса, което води до понижена еректилна функция и дори импотентност. В особено тежки случаи се получават гангрени, което налага ампутация.
Приапизмът е сериозно клинично състояние, на което трябва своевременно да се обърне внимание и да се потърси квалифицирана медицинска помощ.